# Arrhopalites
Arrhopalites es un género de Collembola en la familia Sminthuridae.

## Especies
- Arrhopalites acanthophthalmus [1]
- Arrhopalites buekkensis [2]
- Arrhopalites caecus Tullberg, 1871[3]
- Arrhopalites cochlearifer Gisin, 1947[3]
- Arrhopalites dudichii [2]
- Arrhopalites hungaricus [2]
- Arrhopalites ornatus [1]
- Arrhopalites principalis Stach, 1945[3]
- Arrhopalites pseudoappendices Rusek, 1967[3]
- Arrhopalites pygmaeus (Wankel, 1860)[3]
- Arrhopalites secundarius Gisin, 1958[3]
- Arrhopalites sericus Gisin, 1947[3]
- Arrhopalites spinosus Rusek, 1967[3]
- Arrhopalites terricola [1]
- Arrhopalites tenuis [1]
- Arrhopalites ulehlovae [1]